# Cometes wappesi
Cometes wappesi là một loài bọ cánh cứng trong họ Cerambycidae.